# Cosmología observacional
La cosmología observacional es el estudio de la estructura, la evolución y el origen del Universo a través de la observación, utilizando instrumentos como telescopios y detectores de rayos cósmicos.

## Primeras observaciones
La ciencia de la cosmología física como se practica hoy en día fue definida durante los años siguientes al debate Shapley-Curtis cuando se determinó que el universo tiene una escala mayor que la Vía Láctea. Esto se precipitó por las observaciones que establecían que el tamaño y la dinámica del cosmos podían explicarse mediante la Teoría general de la Relatividad de Einstein. Durante sus comienzos, la cosmología era una ciencia especulativa basada en un número de observaciones muy limitado y caracterizada por la disputa entre los teóricos del estado estacionario y los promotores del Big Bang. No fue hasta los años 1990 del siglo XX y posteriormente que las observaciones astronómicas pudieron eliminar las teorías competidoras y llevar a la ciencia hasta la "Edad Dorada de la Cosmología", anunciada por David Schramm durante un coloquio en la Academia Nacional de Ciencias en 1992.

### Edwin Hubble y la escalera de distancias cósmicas
La estimación de las distancias astronómicas ha sido históricamente y sigue siendo imprecisa debido a la considerable incertidumbre en las medidas. En particular, aunque el paralaje estelar puede usarse para medir la distancia a las estrellas cercanas, los límites observacionales impuestos por la dificultad de medir los diminutos paralajes asociados a los objetos situados más allá de nuestra galaxia significan que los astrónomos tienen que buscar métodos alternativos para medir distancias. Con esta finalidad, la medida de la candela estándar de las estrellas variables Cefeidas, que fue descubierta por Henrietta Swan Leavitt en 1908 proporcionaría a Edwin Hubble el peldaño que necesitaba en escalera de distancias cósmicas para determinar la distancia a las nebulosas espirales. Cuando Hubble apuntó el telescopio Hooker de 100 pulgadas del Observatorio Monte Wilson, pudo identificar estrellas individuales en esas galaxias, y determinó la distancia a las galaxias aislando Cefeidas individuales. Esto estableció firmemente a las nebulosas espirales como objetos exteriores a la Vía Láctea. La determinación de la distancia a estos "universos isla", como se les llamó en los medios de comunicación, estableció la escala del universo y resolvió el debate Shapley-Curtis de una vez por todas.
Combinando sus medidas de distancia con los hallazgos de Vesto Slipher sobre el corrimiento al rojo de estos objetos, Hubble pudo determinar una correlación entre la distancia a las galaxias y lo que se llamó sus "velocidades recesivas". Esta correlación se conocería como Ley de Hubble y serviría como fundamento observacional para las teorías de expansión del Universo en las que la cosmología continúa basándose. La publicación de los datos de Hubble y la aceptación por los teóricos de sus implicaciones teóricas en la luz de la teoría de la relatividad general de Einstein es considerada el principio de la cosmología moderna.

### Abundancias de elementos
La determinación de las abundancias cósmicas de elementos tiene una historia que data desde las primeras medidas espectroscópicas de luz de objetos astronómicos y la identificación de líneas de emisión y absorción] que se correspondían con las transiciones electrónicas particulares de algunos elementos químicos identificados en la Tierra. Por ejemplo, el Helio fue identificado por primera vez mediante su firma espectroscópica en el Sol antes de que fuera aislado en forma de gas en la Tierra.
La computación de las abundancias relativas fue conseguida mediante observaciones espectroscópicas correspondientes a medidas de las composiciones de elementos de meteoritos.

### Detección del fondo cósmico de microondas
En 1948 se predijo la existencia de la radiación de fondo de microondas por parte de George Gamow y Ralph Alpher, y Alpher y Robert Herman interpretaron que era debida al modelo del Big Bang caliente. Además, Alpher y Herman pudieron estimar la temperatura, pero sus resultados no fueron amplimente reconocidos y discutidos por la comunidad. Su predicción fue redescubierta por Robert H. Dicke y Yakov Zel'dovich a principios de los años 1960 con el primer reconocimiento de la radiación de fondo como un fenómeno detectable aparecido en un breve artículo por los astrofísicos soviéticos A. G. Doroshkevich e Igor Dmitriyevich Novikov, en la primavera de 1964. En 1964, David Todd Wilkinson y Peter Roll, colegas de Dicke en la Universidad de Princeton, empezó a construir un radiómetro Dicke para medir la radiación de fondo de microondas. En 1965, Arno Penzias y Robert Woodrow Wilson en Crawford Hill de los Laboratorios Bell cerca de Holmdel Township (Nueva Jersey) habían construido un radiómetro Dicke que intentaron utilizar para experimentos de radioastronomía y comunicaciones por satélite. Su instrumental tenía un exceso de 3,5 K de temperatura de antena que no podían saber de donde venía. Después de recibir una llamada telefónica de Crawford Hill, Dicke dijo brillantemente: "Chicos, nos lo han puesto en bandeja". Una reunión entre grupos de Princeton y Crawford Hill determinó que la temperatura de antena era debida a la radiación de fondo de microondas. Penzias y Wilson recibieron el Premio Nobel de Física de 1978 por su descubrimiento.

## Observaciones modernas
Hoy en día, la cosmología observacional continúa probando las predicciones de la cosmología teórica y ha llevado al perfeccionamiento de los modelos cosmológicos. Por ejemplo, las evidencias observacionales de la materia oscura han influido fuertemente en el modelado teórico de la formación de galaxias y sus estructuras. Al intentar calibrar el diagrama de Hubble usando las precisas candelas estándar de supernovas se encontraron evidencias de energía oscura a finales de la década de 1990. Estas observaciones se han incorporado a un marco de seis parámetros conocido como modelo Lambda-CDM que explica la evolución del universo en términos de su material constituyente. Este modelo subsecuentemente se ha verificado por las detalladas observaciones del fondo cósmico de microondas, especialmente mediante el experimento WMAP.
Aquí están incluidos los esfuerzos observacionales modernos que han influenciados directamente la cosmología.

### Sondeos de corrimiento al rojo
Con la aparición de telescopios automatizados y las mejoras en los espectroscopios, se han realizado varias colaboraciones para trazar mapas del Universo del corrimiento al rojo. Combinando el corrimiento al rojo con los datos de posiciones angulares, un sondeo de corrimiento al rojo mapea la distribución tridimensional de materia dentro de un campo del cielo. Estas observaciones son utilizadas para medir las propiedades de la estructura a gran escala del Universo. La Gran Muralla, un gran supercúmulo de galaxias de más de 500 millones de años luz de ancho, proporciona un claro ejemplo de una estructura a gran escala que los sondeos de corrimiento al rojo pueden detectar.
El primer sondeo de corrimiento al rojo fue el sondeo CfA, comenzado en 1977 con la colección de datos inicial completada en 1982. De manera más reciente, la 2dF Galaxy Redshift Survey determinó la estructura a gran escala de una sección del Universo, midiendo valores de z (variable con la que se suele denominar al corrimiento al rojo) de más de 220.000 galaxias. La colección de datos fue completada en 2002 y el conjunto de datos final fue lanzado el 30 de junio de 2003. Junto con los patrones para el mapeo a gran escala de galaxias, el 2dF estableció un límite superior para la masa del neutrino. Otro sondeo notable, el Sloan Digital Sky Survey (SDSS), sigue su curso (en 2007) e intenta obtener medidas de alrededor de 100 millones de objetos. El SDSS ha obtenido el corrimiemto al rojo de galaxias hasta z = 0,4 y ha conseguido detectar algunos quásares por encima de z = 6. El DEEP2 Redshift Survey utiliza los telescopios Keck con el nuevo espectrógrafo "DEIMOS". Una continuación del programa piloto DEEP1. DEEP2 se ha diseñado para medir galaxias débiles con corrimientos al rojo de 0,7 y superiores y por tanto, está planeada para proporcionar un complemento al SDSS y al 2dF.

### Experimentos de la radiación de fondo de microondas
Después del descubrimiento de la radiación de fondo de microondas, se han realizado cientos de experimentos para medir y caracterizar las firmas de la radiación. El experimento más famoso es probablemente el satélite de la NASA, Cosmic Background Explorer (COBE), que orbitó entre 1989 y 1996 y que detectó y cuantificó las anisotropías a gran escala en el límite de sus capacidades de detección. Inspirado por los resultados iniciales del COBE los resultados arrojan un fondo extremadamente homogéneo e isótropo. Hubo una serie de experimentos desde tierra y desde globos que cuantificaron las anisotropías de la radiación de fondo de microondas a escalas angulares pequeñas durante la siguiente década. El objetivo primario de estos experimentos fue medir la escala angular del primer pico acústico, para el que el COBE no tenía suficiente resolución. Estas medidas podían descartar las teorías de cuerdas cósmicas así como la teoría principal de la formación de estructuras cósmicas y sugirieron que la inflación cósmica era la teoría correcta. Durante los años 1990, el primer pico fue medido con sensibilidad creciente y en el 2000 el experimento BOOMERanG reportó que las mayores fluctuaciones de potencia ocurrían a escalas de aproximadamente un grado. Junto con otros datos cosmológicos, estos resultados implicaban que la geometría del Universo era plana. Varios interferómetros proporcionaron medidas de las fluctuaciones con gran precisión durante los tres años siguientes, incluyendo el Very Small Array, el Degree Angular Scale Interferometer (DASI) y el Cosmic Background Imager. De hecho, el DASI hizo la primera detección de la polarización de la radiación de fondo de microondas.
En junio de 2001, la NASA lanzó una segunda misión espacial, el WMAP, para hacer medidas mucho más precisas de las anisotropías a gran escala en todo el cielo. Los primeros resultados de esta misiín, hechos públicos en 2003, fueron medidas detalladas del espectro de potencia angular para grados de escala bajos, forzando ajustadamente varios parámetros cosmológicos. Estos resultados son ampliamente consistentes con los esperados para la inflación cósmica así como otras varias teorías competidoras y están disponibles en detalle en el centro de datos de la NASA para el Fondo Cósmico de Microondas. Aunque el WMAP proporcionó medidas muy precisas de las fluctuaciones a gran escala angular en la radiación de fondo de microondas (estructuras casi tan grandes como en el cielo como la luna), no tenía la resolución angular necesaria para medir las fluctuaciones a pequeña escala que se habían observado utilizando anteriores interferómetros terrestres.
Una tercera misión espacial, el Planck, se lanzó en 2009. El Planck emplea radiómetros HEMT así como bolómetros y medirá la radiación de fondo de microondas a escalas menores que el WMAP. Al contrario que las dos misiones espaciales previas, el Planck es una colaboración entre la NASA y la ESA. Sus detectores fueron probados en el Viper telescope antártico como parte del experimento ACBAR (Arcminute Cosmology Bolometer Array Receiver), que ha producido las medidas más precisas a pequeñas escalas angulares hasta la fecha, y en el telescopio portado en globo llamado Archeops.
Otros instrumentos terrestres como el South Pole Telescope en la Antártida, el propuesto Clover Project y el Atacama Cosmology Telescope en Chile proporcionarán datos adicionales no disponibles en observaciones desde el espacio, posiblemente incluyendo la polarización modo B.

### Observaciones de telescopios

#### Radio
Las fuentes más luminosas de radio a bajas frecuencias (10 MHz y 100 GHz) son radiogalaxias que se pueden observar a desplazamientos al rojo extremadamente altos. Estos son un subgrupo de galaxias activas que han desarrollado características conocidas como lóbulos y chorros, que se extienden desde sus núcleos galácticos hasta distancias del orden de megaparsecs. Al ser tan luminosas se pueden observar a distancias muy lejanas, por este motivo los astrónomos las han utilizado para estudiar el Universo a distancias extremas y en sus primeros tiempos de evolución.

## Observaciones futuras

### Neutrinos cósmicos
El Fondo cósmico de neutrinos es una predicción del modelo del Big Bang que dice que el Universo está lleno de una radiación de fondo de neutrinos, análoga a la radiación de fondo de microondas. El fondo de microondas es una reliquia de cuando el Universo tenía unos 380.000 años, pero el fondo de neutrinos es una reliquia de cuando el Universo tenía unos dos segundos.
Si esta radiación de neutrinos pudiera ser observada, sería una ventana de las etapas más tempranas del Universo. Desafortunadamente, estos neutrinos ahora estarían muy fríos y así son imposibles de observarlos directamente.